# Jan Wiktor Tkaczyński
Jan Wiktor Tkaczyński (ur. 6 marca 1960 w Krakowie) – polski ustrojoznawca, profesor nauk humanistycznych.

## Życiorys
W 1984 ukończył studia politologiczne na Uniwersytecie Jagiellońskim następnie na Uniwersytecie Ludwika i Maksymiliana w Monachium, gdzie pracował w latach 1987-1994. W latach 1989–1992 był stypendystą ministerstwa kultury i sztuki Bawarii. W latach 1994–2001 był pracownikiem naukowym Instytutu Ekonomii i Administracji Publicznej na Uniwersytecie Bundeswehry w Monachium (niem. Universität der Bundeswehr München). Stopień doktora uzyskał w 1992 na Uniwersytecie Ludwika i Maksymiliana w Monachium, habilitował się w 2000 na Wydziale Prawa i Administracji Uniwersytetu Jagiellońskiego. W latach 2001–2004 był profesorem nadzwyczajnym na Uniwersytecie Mikołaja Kopernika w Toruniu, od 2004 zatrudniony jest na Uniwersytecie Jagiellońskim – aktualnie w Instytucie Bliskiego i Dalekiego Wschodu. Profesor nauk humanistycznych (2008). Od 2012 posiada tytuł profesora zwyczajnego. Inicjator i przewodniczący uniwersyteckiego Komitetu ds. Opieki nad Grobami Profesorów UJ (od 2008).

## Publikacje
- Die Geopolitik. Eine Studie über geographische Determinanten und politisches Wunschdenken am Beispiel Deutschlands und Polens, tuduv Verlag, München 1993, s. 233.
- Auslandsinvestitionen in Polen. Chancen für Joint-Ventures (pod redakcją Petera Friedricha i Jana W. Tkaczyńskiego), Berlin Verlag + Verlag Österreich, Berlin-Wien 1995, s. 255.
- Polen und die neue NATO. Modalitäten der Integration (pod redakcją Jürgena Schwarza, Jana W. Tkaczyńskiego i Ulricha Vogla), Peter Lang Verlag, Frankfurt/Main 1997, s. 244.
- Polen im Umbruch. Skizzen aus Geschichte, Wirtschaft und Politik (z przedmową Władysława Bartoszewskiego), Berlin Verlag, Berlin 1997, s. 167.
- Między unitaryzmem a federalizmem. Unia Europejska w świetle doświadczeń ustrojowych Republiki Federalnej Niemiec, Techgraf, Kraków 1998, s. 227.
- Die Fonds der Europäischen Union. Rolle der Finanzinstrumente im Hinblick auf die Osterweiterung der Gemeinschaft (wspólnie z Guido Rossmannem), Peter Lang Verlag, Frankfurt/Main 2001, s. 192.
- Ustrój federalny Niemiec. Konstrukcja i funkcjonowanie, Wydawnictwo Adam Marszałek, Toruń 2002, s. 88.
- Oblicza współczesnego państwa (wspólnie z Markiem Bankowiczem), Wydawnictwo Adam Marszałek, Toruń 2002, s. 226.
- Varia europejskie, Wydawnictwo Adam Marszałek, Toruń 2003, s. 181.Fundusze Unii Europejskiej (wspólnie z Guido Rossmannem), Temida 2, Białystok 2003, s. 130.
- Business Promotion Activities in Poland and Germany – Wirtschaftsförderung in Polen und Deutschland (pod redakcją Petera Friedricha i Jana W. Tkaczyńskiego), TNOiK, Toruń 2003, s. 173.
- Existenzgründung in Deutschland. Eine Orientierungshilfe in der Startphase von Unternehmen (wspólnie z Klausem Schmidtem), TNOiK, Toruń 2004, s. 144.
- Ustrój federalny Niemiec a system decyzyjny Unii Europejskiej, Wydawnictwo Uniwersytetu Jagiellońskiego, Kraków 2005, s. 187.
- Unia Europejska. Wybrane aspekty ustrojowe (wspólnie z Radosławem Potorskim i Rafałem Willą), TNOiK, Toruń 2007, s. 226.
- Fundusze Unii Europejskiej 2007 – 2013. Cele – Działania – Środki (wspólnie z Rafałem Willą i Markiem Świstakiem), Wydawnictwo Uniwersytetu Jagiellońskiego, Kraków 2008, s. 585.
- Leksykon funduszy Unii Europejskiej (wspólnie z Rafałem Willą i Markiem Świstakiem), Wydawnictwo C.H. Beck, Warszawa 2009, s. 484.
- Prawo i polityka ochrony środowiska naturalnego Unii Europejskiej, Wydawnictwo Naukowe PWN, Warszawa 2009, s. 487.
- Projekty europejskie. Praktyczne aspekty pozyskiwania i rozliczania dotacji unijnych (wspólnie z Markiem Świstakiem i Elżbietą Sztorc), Wydawnictwo C.H. Beck, Warszawa 2011, s. 584.
- Encyklopedia polityki regionalnej i funduszy europejskich (wspólnie z Markiem Świstakiem), Wydawnictwo C.H. Beck, Warszawa 2013, s. 602.
- Lizbońska Unia Europejska. Zagadnienia wybrane (pod redakcją Jana W. Tkaczyńskiego), Wydawnictwo UJ, Kraków 2013, s. 234.
- Pro memoria. Groby Profesorów Uniwersytetu Jagiellońskiego spoczywających na cmentarzu Rakowickim 1803–2013 (pod redakcją Jana W. Tkaczyńskiego), Wydawnictwo UJ, Kraków 2014, s. 266.
- Wybrane polityki publiczne Unii Europejskiej. Stan i perspektywy (pod redakcją Marka Świstaka i Jana W. Tkaczyńskiego), Wydawnictwo UJ, Kraków 2015, s. 324.
- Prawo ustrojowe Niemiec, Wydawnictwo UJ, Kraków 2015, s. 562.
- Pro memoria II. Groby Profesorów Uniwersytetu Jagiellońskiego spoczywających na cmentarzach Rakowickim i Salwatorskim 1803–2015 (pod redakcją Jana W. Tkaczyńskiego), Wydawnictwo UJ, Kraków 2016, s. 319. 25
- Pro memoria III. Profesorowie Uniwersytetu Jagiellońskiego spoczywający na cmentarzach Krakowa 1803–2017 (pod redakcją Jana W. Tkaczyńskiego), Wydawnictwo UJ, Kraków 2018, s. 352.
- Azjatycki model polityki rozwoju społeczno-gospodarczego. Wybrane aspekty w świetle standardów i doświadczeń Unii Europejskiej (pod redakcją Marka Świstaka i Jana W. Tkaczyńskiego), Wydawnictwo UJ, Kraków 2019, s. 327.
- Pro memoria IV. Profesorowie Uniwersytetu Jagiellońskiego spoczywający na cmentarzach Krakowa i Małopolski 1803–2019 (pod redakcją Jana W. Tkaczyńskiego), Wydawnictwo UJ, Kraków 2020, s. 392.
- China’s environmental policy in terms of European Union standards (wspólnie z Łukaszem Gackiem), Wydawnictwo Vandenhoeck & Ruprecht, Göttingen 2021, s. 296.
- 从欧盟标准方面 看中国环境政策 China’s environmental policy in terms of European Union standards (wspólnie z Łukaszem Gackiem), Wydawnictwo Uniwersytetu Jagiellońskiego, Kraków 2021, s. 256.
- Pro memoria V. Profesorowie Uniwersytetu Jagiellońskiego spoczywający na cmentarzach Krakowa i Polski 1803–2022 (pod redakcją Jana W. Tkaczyńskiego), Wydawnictwo Uniwersytetu Jagiellońskiego, Kraków 2023, s. 456.
- ASEAN. Odwzorowanie Unii Europejskiej w Azji Południowo-Wschodniej? Wydawnictwo Uniwersytetu Jagiellońskiego, Kraków 2024, ss. 204.